# Paramelisa dollmani
Paramelisa dollmani is een vlinder uit de familie spinneruilen (Erebidae), onderfamilie beervlinders (Arctiinae). De wetenschappelijke naam van de soort is voor het eerst geldig gepubliceerd in 1920 door Hampson.
Deze nachtvlinder komt voor in tropisch Afrika.